# 印画紙

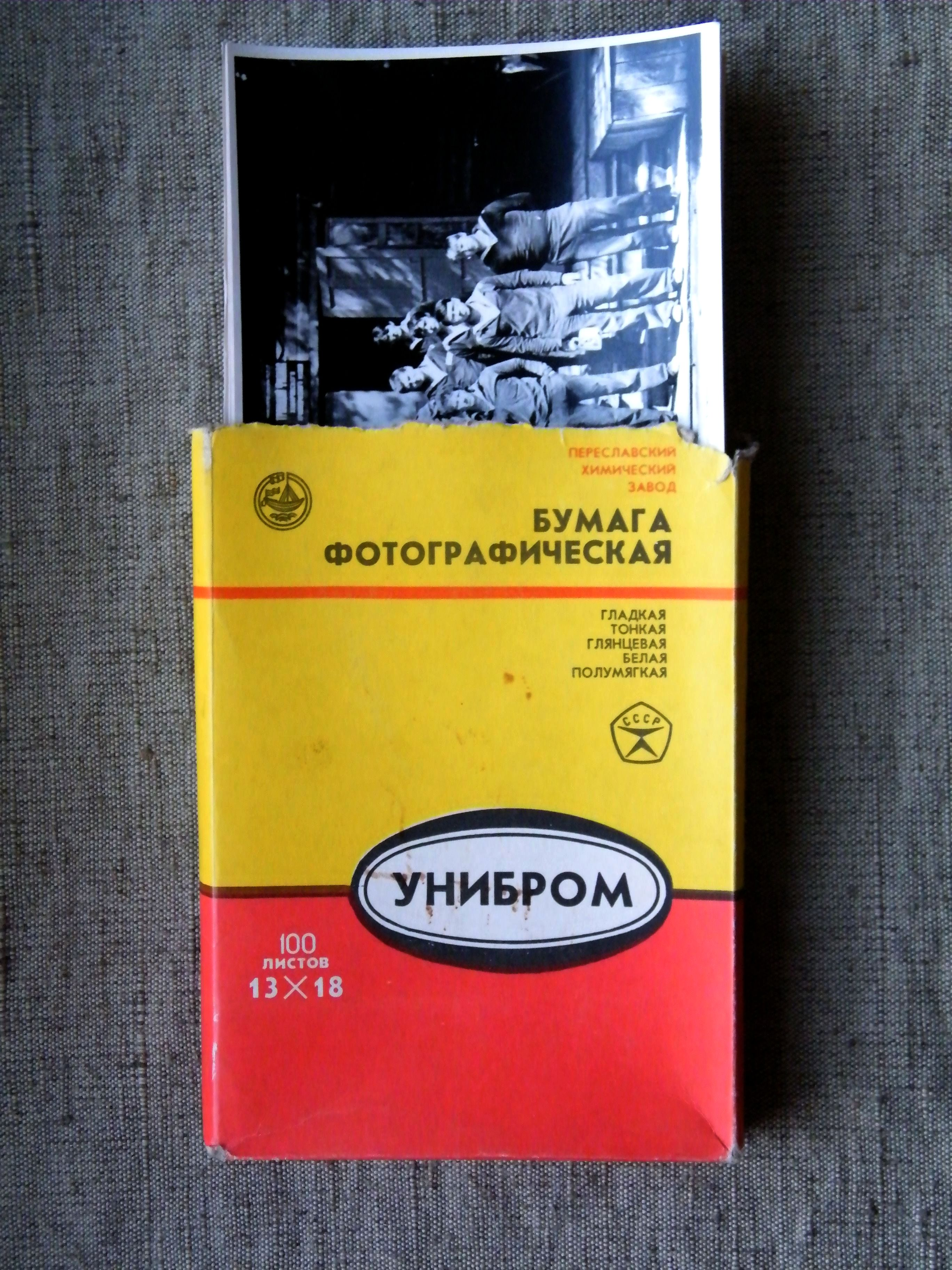
印画紙に焼き付けられた写真

印画紙（いんがし、英: photographic paper）は、写真フィルムに記録された画像を陽画として記録するために、感光材料を塗布した用紙である。通常は、フィルムより大きな像を得るため、引き伸ばし機を用いて拡大投影した像を記録するのに用いる。
デジタル画像を高画質に出力するための装置でも用いられる。

## 概要
写真フィルムに比べて、印画紙の感度は一般にかなり低く作られている。
処理には暗室を必要とするが、完全暗黒である必要はなく、各印画紙が指定する波長と明るさの光（セーフライト）であれば、つけておくことができる。通常、モノクロ印画紙は赤色光、パンクロ印画紙、カラー印画紙は暗緑色光である。これは印画紙の感度が低く、特定波長の光には反応しないという感光材料の性質を利用したものである。

## 分類

### 機能による分類
モノクロ印画紙
黒と白の濃淡（モノクローム）で像を表現する印画紙。モノクロフィルムからの焼付けに用いる。モノクロフィルムと同じく、銀粒子を用いて像を構成する。記録される像のコントラストは号数とよばれる数字で区別される。この印画紙の乳剤はレギュラー乳剤なので、特定波長の赤色光には感光しない。
多諧調印画紙
専用のフィルターを用い、それを交換することで、一種類の印画紙であらゆるコントラストの像を得られるもの。露光する光の波長ごとの強度分布を変化させることで、コントラストが変化する。マルチグレードペーパー、バリアブルコントラストペーパーなどとも呼ばれる。この印画紙の乳剤はオルソクロマチック乳剤である。多諧調印画紙に対して、通常の印画紙は号数紙と呼ばれる。
パンクロ印画紙（全整色性印画紙）
カラーネガフィルムに記録された像を、モノクロで表現するための印画紙。通常の印画紙にカラーネガフィルムの像を焼き付けると、印画紙が赤色に反応しないため、コントラストが低くなったり、像の粒子が粗くなったりする。パンクロ印画紙は、この赤色にも反応するパンクロマチック乳剤を使用して、それを防ぐ。
カラー印画紙
フルカラーで像を表現する印画紙。ネガフィルム用とリバーサルフィルム用があるが、その基本構造は同じである。

### 構造による分類
印画紙は、紙の上に感光材料（乳剤）を塗布したものを構造の基本としており、おもに以下の二つに分けられる。

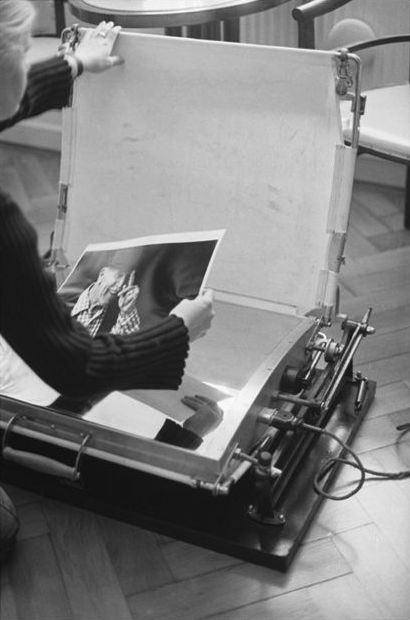
フェロタイプによるバライタ紙の乾燥

バライタ
支持体となる紙の上に、紙をより白く見せるための下塗り層（バライタ層）を塗り、その上に乳剤を塗った層があるもの。旧来は、印画紙といえばこのバライタ紙が主流であった。長所としては、独特のキメの細かいテクスチャによる描写の美しさが挙げられ、美術品として展示される写真のほとんどにはバライタ紙が用いられる。短所としては、後述するRCペーパーに比べ強度が弱いことや、現像液や定着液などの薬液を吸収してしまうため、それらを洗い流す水洗に大変時間がかかり、また、平面性を保って乾燥するのが難しいことなどが挙げられる。水分を含んで膨潤している状態から乾燥させると、やや縮む性質があるため、水張りと呼ばれる方法で写真を木製パネルに張る時にはバライタ紙を用いる。フェロタイプ乾燥を行うことで、表面の光沢を増すことができる。
RC
バライタ紙の両面に樹脂層をつくり（RC=Rasin Coating：レジンコート）、不必要に薬品を吸収するバライタ紙の欠点を解消したもの。乾燥時に縮まないので、水張りには不向きである。表面樹脂層のテクスチャを変えることで強い光沢を出したり、光沢を抑えたりすることができる。露光後現像液に浸漬すると、バライタ紙よりも遥かに早く像が現れる。その半面で、そのまま現像液に長時間つけても画像濃度はほとんど上昇しない（「押しが効かない」と表現される）。

### サイズによるもの
印画紙のサイズを表す名称として“切”（せつ、きり、ぎりと読む）というものがある。これは全紙を幾つに切ったかに由来し、インチを基準にサイズが決められている。例外として名刺、手札、キャビネなどがある。また、ポスターなどに用いる場合は書籍と同様に国際標準化機構（ISO）に示されたA判やB判を用いることもある。
| 名前             | コード | インチ    | ミリメートル |
| ---------------- | ------ | --------- | ------------ |
| 手札             | -      | 3.25×4.25 | 83×108       |
| -                | L      | 3.5×5     | 89×127       |
| 大手札           | -      | -         | 90×130       |
| -                | KG     | 4×6       | 102×152      |
| キャビネ（中判） | -      | 4.75×6.5  | 120×165      |
| -                | 2L     | 5×7       | 127×178      |
| 大キャビネ       | -      | -         | 130×180      |
| 八切             | -      | 6.5×8.5   | 165×216      |
| 六切             | 6P     | 8×10      | 203×254      |
| 四切             | 4P     | 10×12     | 254×305      |
| 大四切           | -      | 11×14     | 279×356      |
| 半切             | -      | 14×17     | 356×432      |
| 小全紙           | -      | 16×20     | 406×508      |
| 全紙             | -      | 18×22     | 457×560      |
| 大全紙           | -      | 20×24     | 508×610      |